# Indice de Geary
L’indice de Geary ou C de Geary, créé par Roy C. Geary, est une mesure de l'autocorrélation spatiale. Comme l'autocorrélation, l'autocorrélation spatiale exprime la corrélation des observations adjacentes d'un même phénomène. Elle concerne les trois dimensions spatiales. Cependant, l'autocorrélation peut aussi s'exprimer dans la proximité temporelle.

## Définition
L'indice C de Geary est défini par :
{\displaystyle C={\frac {(N-1)\sum _{i}\sum _{j}w_{ij}(X_{i}-X_{j})^{2}}{2W\sum _{i}(X_{i}-{\bar {X}})^{2}}}}
où N est le nombre de mesures spatiales indexées par i et j ; X est la variable des mesures du phénomène auquel on s’intéresse ; X̄ est la moyenne des mesures de X ; (wi,j) est la matrice des poids spatiaux ; et W est la somme de tous les wi,j.
La valeur de l'indice de Geary s'étend de 0 à 2, 1 signifiant qu'aucune autocorrélation spatiale n'est présente dans les mesures effectuées. Une valeur plus petite (resp. plus grande) que 1 signifie une autocorrélation spatiale positive (resp. négative).
L'indice C de Geary est lié à l'inverse de l'Indice I de Moran. Celui-ci est une mesure globale de l'autocorrélation spatiale, tandis que l'indice C de Geary est plus sensible à l'autocorrélation spatiale locale.
L'indice C de Geary est aussi connu sous le nom de ratio de Geary, ratio de contiguïté de Geary, ou indice de Geary.

## Variogramme
L'indice de Geary est lié au variogramme expérimental γ̂ par la relation:
{\displaystyle C\left(h\right)={\frac {{\hat {\gamma }}\left(h\right)}{{s_{n-1}}^{2}}}} où sn−12 = (n−1)−1∑(zi−z)2